# A Passage to India

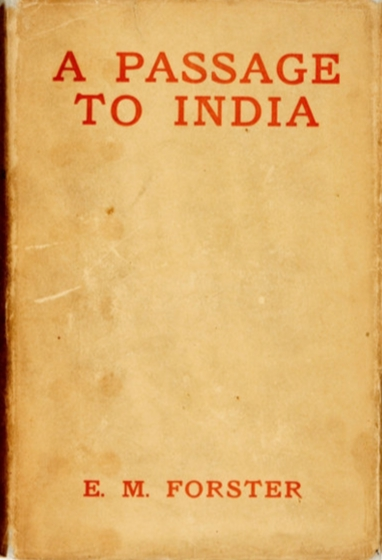
Capa do livro A Passage to India

Uma Passagem para a Índia (no original, A Passage to India) é um livro do escritor britânico E. M. Forster, publicado em 1924, tendo como pano de fundo a Índia britânica e o movimento de independência da Índia na década de 1920. Foi selecionado como uma das 100 grandes obras da literatura inglesa do século 20 pela Modern Library e ganhou o James Tait Black Memorial Prize de 1924 para ficção. A revista Time incluiu o romance em sua lista "All Time 100 Novels". O romance é baseado nas experiências de Forster na Índia, com o título derivando do poema de 1870 de Walt Whitman "Passage to India" em Leaves of Grass.
Reconstitui, de maneira ficcional, aspectos da colonização inglesa na Índia, detendo-se sobretudo no conflito que se estabeleceu durante o contato de duas culturas tão diferentes. Uma passagem para a Índia mistura o relato de viagem à análise da sociedade que se criou com a chegada dos colonizadores.